# Rotterdam (toneelstuk)
Rotterdam is een toneelstuk van de Britse toneelschrijver Jon Brittain. Rotterdam ging in première in Theatre 503 in Zuid-Londen in november 2015.
Het toneelstuk ontving in 2017 een Olivier Award in de categorie Outstanding Achievement in an Affiliate Theatre.